# Coppa panamericana femminile under 20 di pallavolo 2019
La Coppa panamericana femminile under 20 di pallavolo 2019, 5ª edizione dell'omonima competizione femminile di pallavolo, si è svolta dal 13 al 18 maggio 2019 a Lima, in Perù: al torneo hanno partecipato sette squadre nazionali Under-20 nordamericane e sudamericane e la vittoria finale è andata per la prima volta a Cuba.

## Impianti
|                                                                          |  |  |
|                                                                          |  |  |
| Coliseo Manuel Bonilla Città: Lima Capienza: 3 000 Anno d'apertura: 1995 |  |  |

## Regolamento

### Formula
Le squadre hanno disputato una prima fase a gironi con formula del girone all'italiana: al termine della prima fase:
- Le prime tre classificate di ogni girone hanno avuto accesso alla fase finale per il primo posto, struttarata in quarti di finale (a cui non hanno partecipato le migliori due prime classificate, già qualificate alle semifinali), semifinali, finale per il terzo posto e finale.
- Le due sconfitte ai quarti di finale hanno avuto accesso alla finale per il quinto posto.
- La formazione sconfitta nella finale per il quinto posto e la quarta classificata del Girone B hanno avuto accesso alla finale per il sesto posto.

### Criteri di classifica
Se il risultato finale è stato di 3-0 sono stati assegnati 5 punti alla squadra vincente e 0 a quella sconfitta, se il risultato finale è stato di 3-1 sono stati assegnati 4 punti alla squadra vincente e 1 a quella sconfitta, se il risultato finale è stato di 3-2 sono stati assegnati 3 punti alla squadra vincente e 2 a quella sconfitta.
L'ordine del posizionamento in classifica è stato definito in base a:
- Numero di partite vinte;
- Punti;
- Ratio dei set vinti/persi;
- Ratio dei punti realizzati/subiti;
- Risultati degli scontri diretti.

## Squadre partecipanti
| Squadra         | Qualificazione      | Ultima partecipazione |
| --------------- | ------------------- | --------------------- |
| Cile            | -                   | Costa Rica 2017       |
| Cuba            | -                   | Costa Rica 2017       |
| Guatemala       | -                   | Debutto               |
| Honduras        | -                   | Debutto               |
| Perù            | Paese organizzatore | Costa Rica 2017       |
| Porto Rico      | -                   | Costa Rica 2017       |
| Rep. Dominicana |                     | Costa Rica 2017       |

## Torneo

### Fase a gironi
| Girone A        | Girone B  |
| --------------- | --------- |
| Cile            | Cuba      |
| Porto Rico      | Guatemala |
| Rep. Dominicana | Honduras  |
| -               | Perù      |

#### Girone A

##### Risultati
| 13 maggio 2019 Coliseo Manuel Bonilla, Lima Durata: 1h:09 - Spettatori: 200 | Cile            | 0 - 3 | Rep. Dominicana | 14-25, 16-25, 17-25               |
| 14 maggio 2019 Coliseo Manuel Bonilla, Lima Durata: 2h:14 - Spettatori: 200 | Porto Rico      | 3 - 2 | Cile            | 26-24, 19-25, 27-25, 17-25, 15-13 |
| 15 maggio 2019 Coliseo Manuel Bonilla, Lima Durata: 1h:17 - Spettatori: 200 | Rep. Dominicana | 3 - 0 | Porto Rico      | 25-15, 25-11, 25-22               |

##### Classifica
| Pos | Squadra         | Pt | G | V | P | SV | SP | Ratio | PF  | PS  | Ratio |
| --- | --------------- | -- | - | - | - | -- | -- | ----- | --- | --- | ----- |
| 1.  | Rep. Dominicana | 10 | 2 | 2 | 0 | 6  | 0  | MAX   | 150 | 95  | 1,578 |
| 2.  | Porto Rico      | 3  | 2 | 1 | 1 | 3  | 5  | 0,600 | 152 | 187 | 0,812 |
| 3.  | Cile            | 2  | 2 | 0 | 2 | 2  | 6  | 0,333 | 159 | 179 | 0,888 |

#### Girone B

##### Risultati
| 13 maggio 2019 Coliseo Manuel Bonilla, Lima Durata: 0h:54 - Spettatori: 500 | Guatemala | 0 - 3 | Cuba      | 4-25, 11-25, 10-25  |
| 13 maggio 2019 Coliseo Manuel Bonilla, Lima Durata: 0h:55 - Spettatori: 300 | Perù      | 3 - 0 | Honduras  | 25-7, 25-11, 25-15  |
| 14 maggio 2019 Coliseo Manuel Bonilla, Lima Durata: 0h:56 - Spettatori: 600 | Honduras  | 0 - 3 | Cuba      | 4-25, 14-25, 19-25  |
| 14 maggio 2019 Coliseo Manuel Bonilla, Lima Durata: 0h:56 - Spettatori: 300 | Perù      | 3 - 0 | Guatemala | 25-13, 25-5, 25-9   |
| 15 maggio 2019 Coliseo Manuel Bonilla, Lima Durata: 1h:13 - Spettatori: 500 | Guatemala | 0 - 3 | Honduras  | 18-25, 20-25, 13-25 |
| 15 maggio 2019 Coliseo Manuel Bonilla, Lima Durata: 1h:28 - Spettatori: 300 | Perù      | 0 - 3 | Cuba      | 26-28, 20-25, 19-25 |

##### Classifica
| Pos | Squadra   | Pt | G | V | P | SV | SP | Ratio | PF  | PS  | Ratio |
| --- | --------- | -- | - | - | - | -- | -- | ----- | --- | --- | ----- |
| 1.  | Cuba      | 15 | 3 | 3 | 0 | 9  | 0  | MAX   | 228 | 127 | 1,795 |
| 2.  | Perù      | 10 | 3 | 2 | 1 | 6  | 3  | 2,000 | 215 | 138 | 1,557 |
| 3.  | Honduras  | 5  | 3 | 1 | 2 | 3  | 6  | 0,500 | 145 | 201 | 0,721 |
| 4.  | Guatemala | 0  | 3 | 0 | 3 | 0  | 9  | 0,000 | 103 | 225 | 0,457 |

### Fase finale
|  | Quarti | Quarti     | Quarti |  |  | Semifinali | Semifinali      | Semifinali |  |                 | Finale          | Finale          | Finale |
|  |        |            |        |  |  |            |                 |            |  |                 |                 |                 |        |
|  |        |            |        |  |  | 1A         | Rep. Dominicana | 3          |  |                 |                 |                 |        |
|  |        |            |        |  |  | 1A         | Rep. Dominicana | 3          |  |                 |                 |                 |        |
|  |        |            |        |  |  | 2B         | Perù            | 0          |  |                 |                 |                 |        |
|  | 2B     | Perù       | 3      |  |  | 2B         | Perù            | 0          |  |                 |                 |                 |        |
|  | 2B     | Perù       | 3      |  |  |            |                 |            |  |                 |                 |                 |        |
|  | A3     | Cile       | 0      |  |  |            |                 |            |  |                 |                 |                 |        |
|  | A3     | Cile       | 0      |  |  |            |                 |            |  | 1A              | Rep. Dominicana | 2               |        |
|  |        |            |        |  |  |            |                 |            |  | 1A              | Rep. Dominicana | 2               |        |
|  |        |            |        |  |  |            |                 |            |  |                 | 1B              | Cuba            | 3      |
|  |        |            |        |  |  |            |                 |            |  |                 | 1B              | Cuba            | 3      |
|  |        |            |        |  |  |            |                 |            |  |                 |                 |                 |        |
|  |        |            |        |  |  |            |                 |            |  |                 |                 |                 |        |
|  |        |            |        |  |  | 1B         | Cuba            | 3          |  | Finale 3° posto | Finale 3° posto | Finale 3° posto |        |
|  |        |            |        |  |  | 1B         | Cuba            | 3          |  |                 |                 |                 |        |
|  |        |            |        |  |  | 2A         | Porto Rico      | 0          |  |                 | 2B              | Perù            | 3      |
|  | 2A     | Porto Rico | 3      |  |  |            | Porto Rico      | 0          |  |                 | 2B              | Perù            | 3      |
|  | 2A     | Porto Rico | 3      |  |  |            |                 |            |  | 2A              | Porto Rico      | 0               |        |
|  | 3B     | Honduras   | 0      |  |  |            |                 |            |  |                 | Porto Rico      | 0               |        |
|  | 3B     | Honduras   | 0      |  |  |            |                 |            |  |                 |                 |                 |        |

#### Quarti di finale
| 16 maggio 2019 Coliseo Manuel Bonilla, Lima Durata: 1h:17 - Spettatori: 150 | Porto Rico | 3 - 0 | Honduras | 25-16, 25-19, 25-17               |
| 16 maggio 2019 Coliseo Manuel Bonilla, Lima Durata: 2h:15 - Spettatori: 400 | Perù       | 3 - 2 | Cile     | 17-25, 22-25, 29-27, 25-18, 15-11 |

#### Finale 5º posto
| 17 maggio 2019 Coliseo Manuel Bonilla, Lima Durata: 1h:26 - Spettatori: 150 | Honduras | 1 - 3 | Cile | 11-25, 13-25, 25-22, 12-25 |

#### Semifinali
| 17 maggio 2019 Coliseo Manuel Bonilla, Lima Durata: 1h:05 - Spettatori: 1 500 | Perù      | 3 - 0 | Porto Rico      | 25-16, 25-19, 25-13 |
| 17 maggio 2019 Coliseo Manuel Bonilla, Lima Durata: 1h:17 - Spettatori: 800   | Argentina | 3 - 0 | Rep. Dominicana | 25-19, 25-21, 25-16 |

#### Finale 6º posto
| 18 maggio 2019 Coliseo Manuel Bonilla, Lima Durata: 1h:03 - Spettatori: 500 | Guatemala | 0 - 3 | Honduras | 9-25, 11-25, 9-25 |

#### Finale 3º posto
| 18 maggio 2019 Coliseo Manuel Bonilla, Lima Durata: 1h:17 - Spettatori: 400 | Perù | 3 - 0 | Porto Rico | 25-16, 25-23, 25-17 |

#### Finale
| 18 maggio 2019 Coliseo Manuel Bonilla, Lima Durata: 1h:55 - Spettatori: 350 | Rep. Dominicana | 2 - 3 | Cuba | 21-25, 23-25, 25-14, 25-15, 10-15 |

## Classifica finale
| Pos     | Squadra         | Rosa |
| ------- | --------------- | --- |
| Oro     | Cuba            | Formazione: 2 Madán, 5 Martínez, 6 Miranda, 9 García, 12 Cesé, 13 Viltres, 15 Morozo, 16 Castillo, 18 Arcia, 23 Del Rió, 24 Moreno, 25 Vila, CT: Fernández          |
| Argento | Rep. Dominicana | Formazione: 1 Heredia, 2 Paniagua, 6 de la Rosa, 7 Guillén, 8 Martínez, 11 González, 12 Lalane, 15 Jiménez, 16 Féliz, 22 Rodríguez, 23 Rabit, 25 Cornelio, CT: Cruz |
| Bronzo  | Perù            | Formazione: 1 Anchante, 2 Takahashi, 4 Arciniega, 6 Ceopa, 7 F. Montes, 8 Montalbetti, 9 Pérez, 10 López, 11 K. Montes, 12 Muñoz, 13 Calderón, 21 Palza, CT: Málaga |
| 4       | Porto Rico      | Formazione: 1 Collazo, 2 Trujillo, 3 Pérez, 4 Victoriá, 5 Otero, 7 Matos, 8 Maldonado, 9 Carmacho, 11 Caratrini, 12 Báez, 14 Paulino, 15 Borri, CT: Rodríguez       |
| 5       | Cile            | Formazione: 3 Castro, 4 Novoa, 5 Salinas, 6 Silva, 7 Ohlsson, 8 Bertens, 9 Sandrock, 11 Carrasco, 12 Badilla, 14 Nuñez, 15 Carvacho, 18 Muñoz, CT: Guillaume        |
| 6       | Honduras        | Formazione: 1 Aguilar, 3 Godoy, 5 Zelaya, 6 Rosa, 7 Aceituno, 8 Pérez, 9 Siliezar, 10 James, 11 Pinto, 12 Duron, 16 Waterhouse, 19 Mejía, CT: Leiva                 |
| 7       | Guatemala       | Formazione: 1 Cortéz, 2 Laguardia, 4 Chavarría, 5 Castellanos, 6 Iten, 7 Chávez, 8 Sopegno, 9 Granados, 10 Mendoza, 12 Padilla, 13 Dardón, 17 Serra, CT: Fernández  |

|  | Qualificata al campionato mondiale 2019 |

## Premi individuali
| Premio                 | Nome               | Squadra         |
| ---------------------- | ------------------ | --------------- |
| MVP                    | Ailama Cesé        | Cuba            |
| Miglior realizzatrice  | Ailama Cesé        | Cuba            |
| Miglior servizio       | Ivy Vila           | Cuba            |
| Miglior difesa         | Kiaraliz Pérez     | Porto Rico      |
| Miglior ricevitrice    | Ivy Vila           | Cuba            |
| Miglior palleggiatrice | Mariana Trujillo   | Porto Rico      |
| Miglior opposto        | Camila Pérez       | Perù            |
| Miglior schiacciatrice | Ailama Cesé        | Cuba            |
| Miglior schiacciatrice | Madeline Guillén   | Rep. Dominicana |
| Miglior centrale       | Geraldine González | Rep. Dominicana |
| Miglior centrale       | Mariela Jiménez    | Rep. Dominicana |
| Miglior libero         | Kiaraliz Pérez     | Porto Rico      |